# ECW (bestandsindeling)
ECW (Enhanced Compression Wavelet) is een gecomprimeerd bestandsformaat dat geoptimaliseerd is voor de opslag van satelliet- en luchtfoto's. Het is ontwikkeld door Earth Resource Mapping en nu eigendom van ERDAS, onderdeel van Intergraph.
Er is een vrij verkrijgbare SDK waarmee ECW-bestanden kunnen worden gelezen. Er is ook software beschikbaar om ECW-bestanden te schrijven. Zo heeft het gratis verkrijgbare programma Irfanview plugins voor lezen en schrijven beschikbaar. 